# Van Hool
Van Hool (нидерл. , МФА: [vɑn ˈɦoːl] Ван Хол) — бельгийская машиностроительная компания, располагающаяся в районе Конингсхойкт городка Лир. Фирма специализируется на производстве автобусов, троллейбусов, полуприцепов. В настоящее время объявлена банкротом.

## История

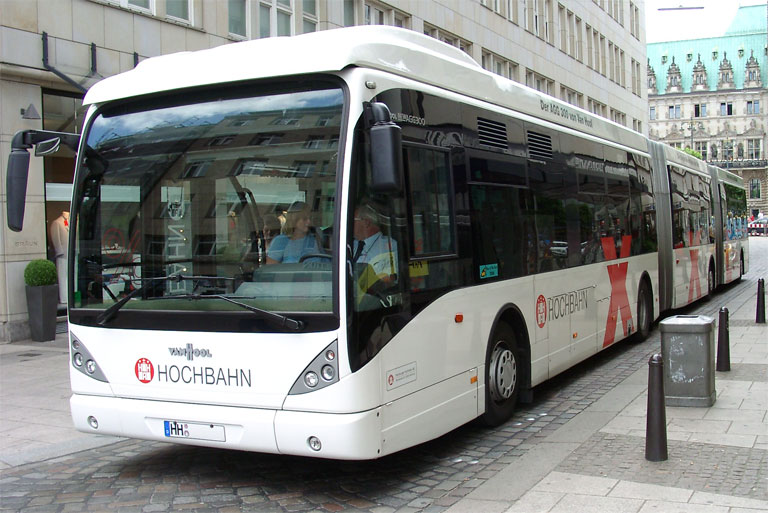
Van Hool AGG300

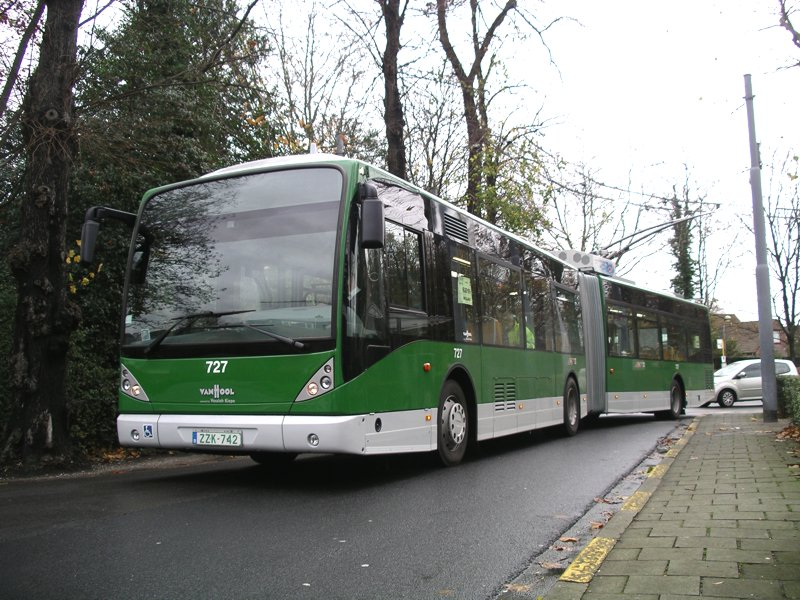
Троллейбус Van Hool AG300T

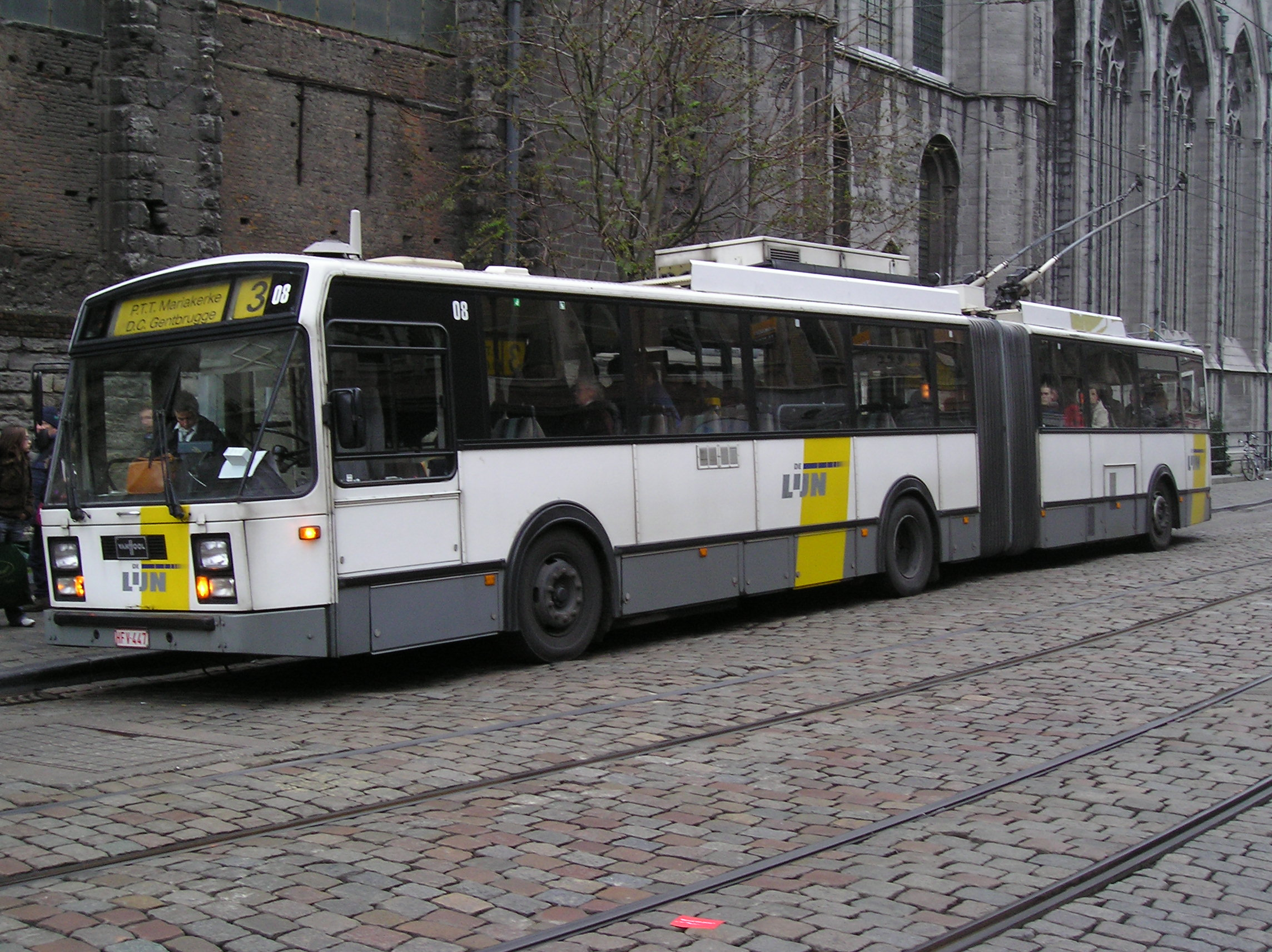
Троллейбус Van Hool AG280T 1987 г. в.

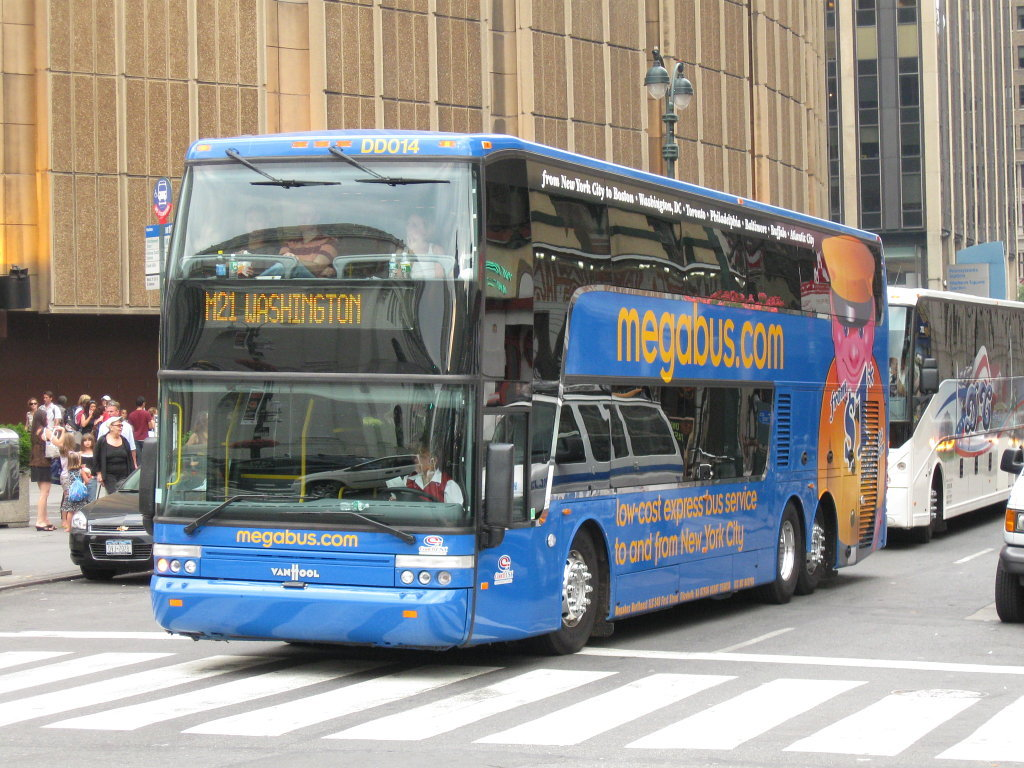
Van Hool TD925 (Соединенные Штаты)

- 1947 год — выпуск первого автобусного кузова.
- 1957 год — начало сотрудничества с Fiat VC.
- 1964 год — пуск основного завода.
- 1971 год — основание Van Hool España, S.A.  в Сарагосе, Испания.
- 1981 год — окончание сотрудничества с Fiat VC.
- 1983 год — продажа Van Hool España, S.A.  (после продажи завод преобразован в Hispano Carrocera, S.A.L.).
- 1990 год — покупка бельгийского завода LAG Bus и переименование его в EOS Coach Manufacturing Company, производство моделей EOS 80, 90, 90L, 100, 200, 200L, 233.
- 2002 год — прекращение производства автобусов EOS, завод перепрофилирован на производство моделей Van Hool серии CL и TL.
- 2024 год — фирма объявлена банкротом. К тому моменту выпуск автобусов был прекращен, осталось лишь предприятие для изготовления полуприцепов. Для того, чтобы избежать банкротства, производство автобусов было перенесено в Скопье, столицу Северной Македонии, однако это не спасло ситуацию. Компанию приобретают голландская фирма VDL Bus & Coach и немецкая Schmitz Cargobull. Все 2500 сотрудников Van Hool будут уволены, но смогут трудоустроиться повторно. Поскольку здесь[где?] могут разместиться всего от 650 до 950 человек, по меньшей мере 60% из них навсегда теряют работу.

## Автобусы

### Van Hool, Серия А3
А300 — сверхнизкорамный автобус, индекс которого сообщает о новом рекордном достижении — высота пола от дороги — 300 мм, а с полной нагрузкой — 260 мм. Автобус выполнен на колесной базе 5840 или 6100 мм, имеет габаритную длину 11540-11975 мм, снабжен двумя или тремя боковыми двухстворчатыми дверями шириной по 1200—1300 мм. Мест для сидения всего 19-24, но общая вместимость достигает 120 человек.
На базе А300 созданы гибридные варианты с дизель-электрической трансмиссией и автобусы, работающие на сжатом природном газе. Семейство А300 включает 8-метровый 60-местный вариант А308 мощностью 155 л. с., пригородный 2-дверный автобус А320, усиленный городской 3-дверный вариант А330, междугородный А360 с задним расположением силового агрегата и приподнятой задней частью пола, а также троллейбус А300Т. Кроме того, небольшими сериями выпускаются сочлененный пригородный 150-местный автобус AG318 где цифра 18 является длиной автобуса и общей массой 26,5 т, снабжённый 46 посадочными местами, и аналогичный ему городской троллейбус AG318T. Вершиной технического творчества Van Hool можно считать сочлененный низкорамный 3-секционный автобус AGG300 длиной 24,6 м для обслуживания массовых мероприятий, вмещающий до 270 человек. Такие автобусы работают в Гамбурге на маршруте номер 5.

### Van Hool, Серия А5
А500 — 100-местный сверхнизкорамный городской автобус, полной массой 18,1 т, получивший своё обозначение по высоте расположения пола салона от поверхности дороги — 500 мм.
Автобус выпускался с колесной базой 5500 или 5670 мм, имел длину 11625-11790 мм и габаритную высоту 2880 мм. Внутренняя высота салона составляла 2235 мм. С использованием конструктивных принципов А500 до сих пор выпускаются компактные автобусы А507 и А508 длиной 7 и 8 м, а также пригородный 87-местный вариант А600 мощностью 252 л. с. и сочлененный AG700 с высотой пола 680 мм.

### Van Hool, Серия Т9
Базовой моделью семейства Т9 считается 12-метровый туристский Т915 Acron с габаритной шириной 2550 мм и высоким расположением салона. Он предлагается с дизелем MAN заднего расположения мощностью 310—380 л. с., механической 6-ступенчатой коробкой передач ZF, пневматической подвеской, передними дисковыми тормозами и независимой подвеской. Салон на 36-53 места оборудован автоматической климатической установкой, кожаными сиденьями, отделкой из натурального дерева, дисплеями на жидких кристаллах, по которым пассажир может следить за маршрутом движения автобуса. Новинкой 2000 года стал упрощенный 310-сильный вариант Т915CL для местного сообщения вместимостью 53-55 пассажиров с габаритной высотой 3210 мм, высотой расположения пола 860 мм и багажниками емкостью 4,1 м3. Междугородный 55-местный вариант Т915TL имеет габаритную высоту 3340 мм и высоту пола 1150 мм. Развитием базовой модели стали туристские автобусы высшего класса Т917 Acron и Т918 Altano (6x2) длиной 13,7 м с повышенным и высоким расположением салона на 40-55 человек. Мощность заднего вертикально расположенного двигателя составляет 380—420 л. с. Новую гамму замыкает 3-осный 2-этажный автобус TD927 Astromega (6х2) вместимостью до 74 человек, хотя обычно 25-30 пассажиров располагаются на втором этаже, а первый уровень отведен под багажник и бытовые помещения.
- Van Hool A300
- Van Hool A308
- Van Hool A318
- Van Hool A320
- Van Hool A330
- Van Hool A360
- Van Hool A600
- Van Hool AG300
- Van Hool AG500
- Van Hool AGG300
- Van Hool 915/916 CL
- Van Hool 915/916 TL
- Van Hool T915/T916 Atlon
- Van Hool T911/T915/T916 Alicron
- Van Hool T915/T916/T917 Acron
- Van Hool T916/T917 Astron
- Van Hool T916/T917 Astronef
- Van Hool T917/T918/T919 Altano
- Van Hool TD925/TD927 Astromega

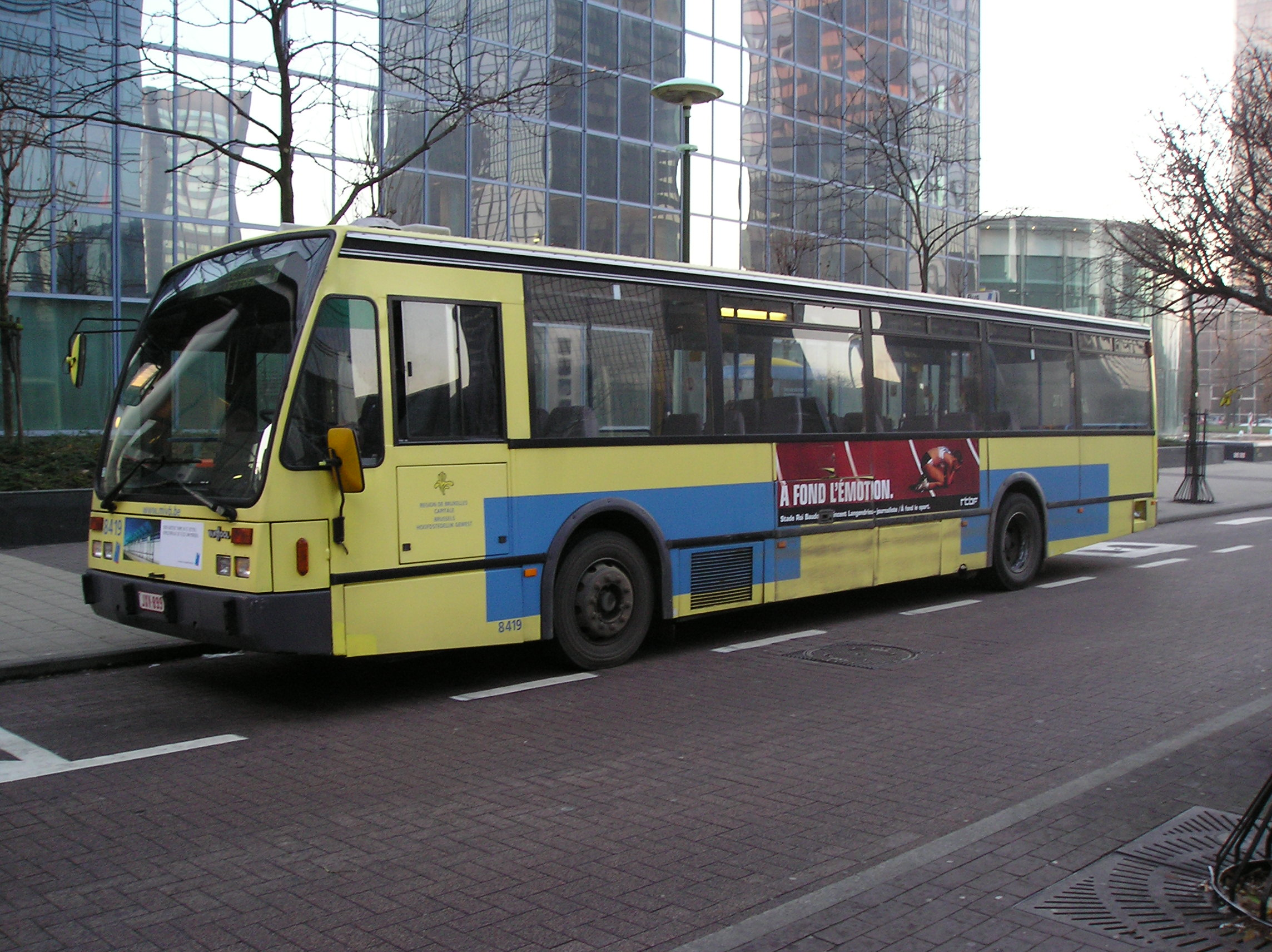
Городской автобус Van Hool A500

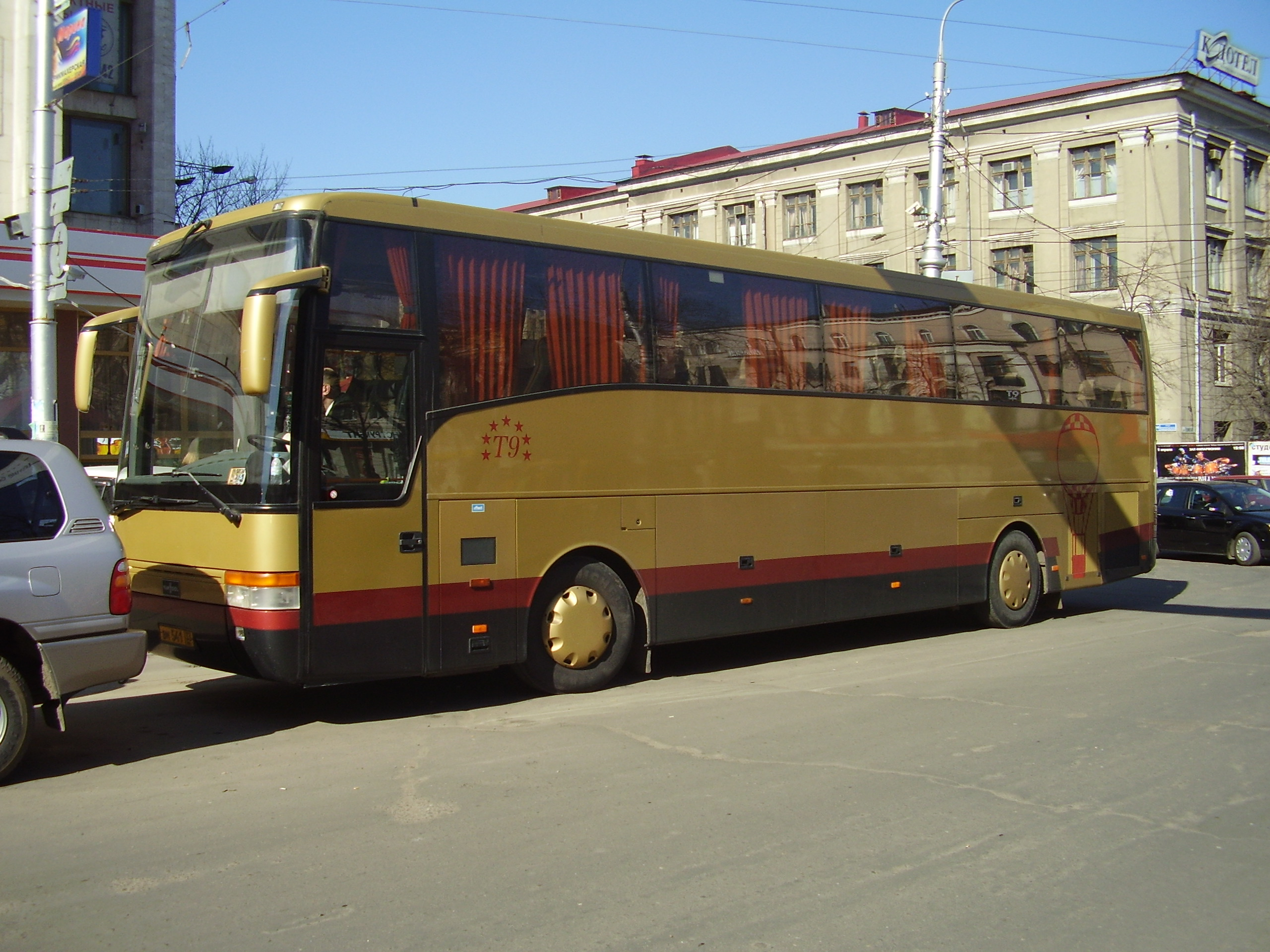
Van Hool T 915 Acron

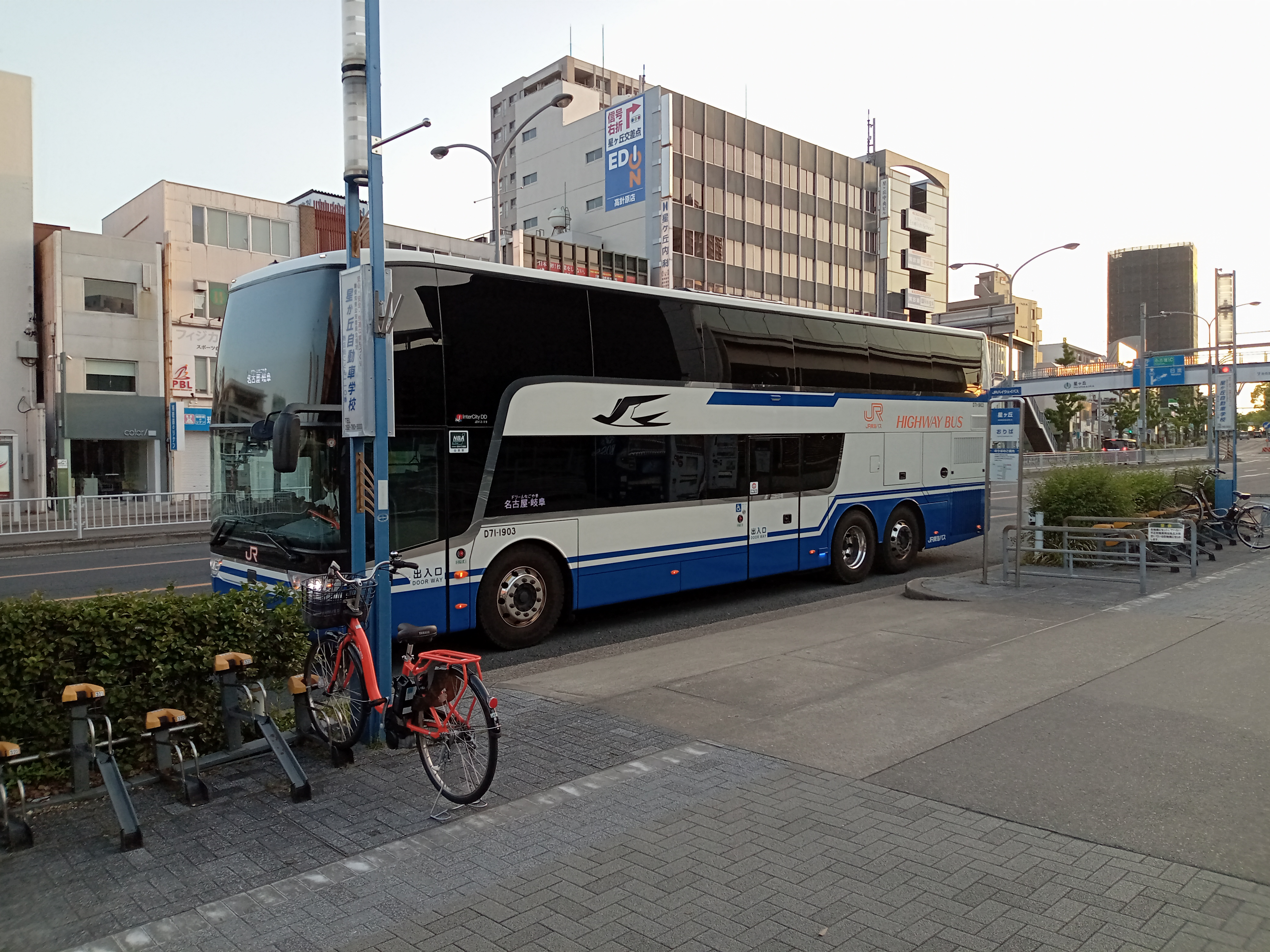
Van Hool TDX24 Astromega на шасси Scania

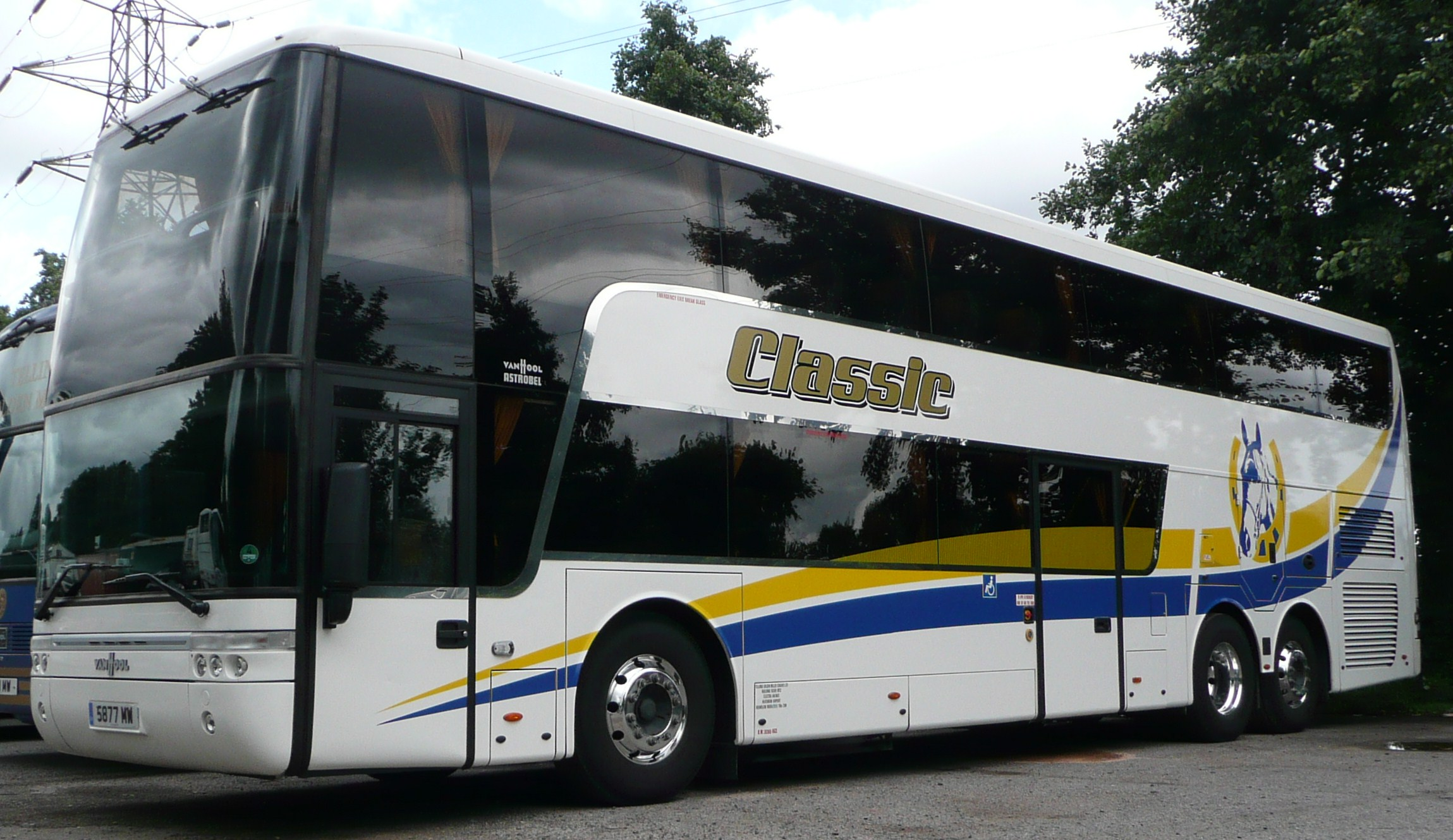
Van Hool T9 Astrobel на шасси Volvo B12BT 6x2

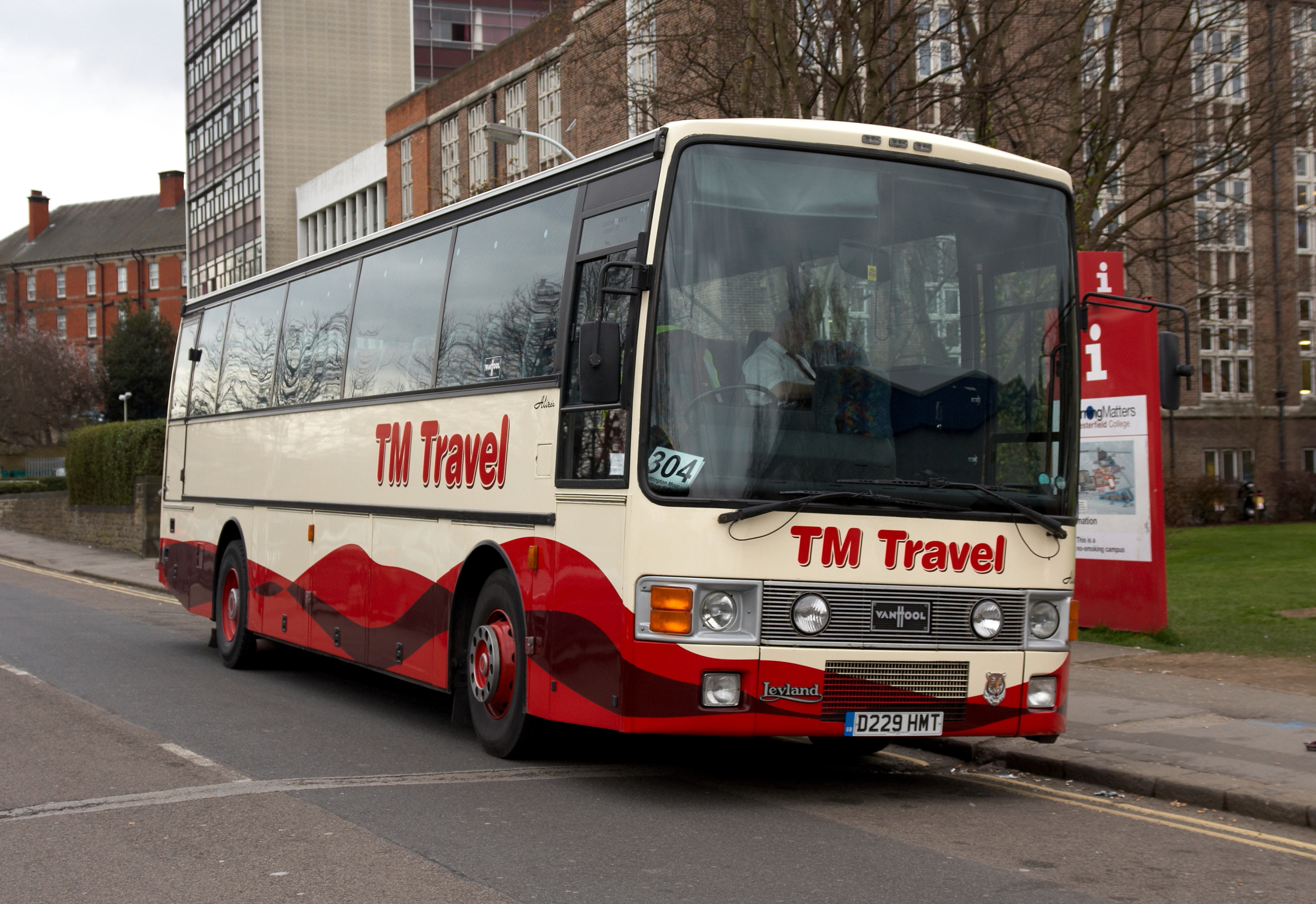
Van Hool T8 Alizée на шасси Leyland Tiger

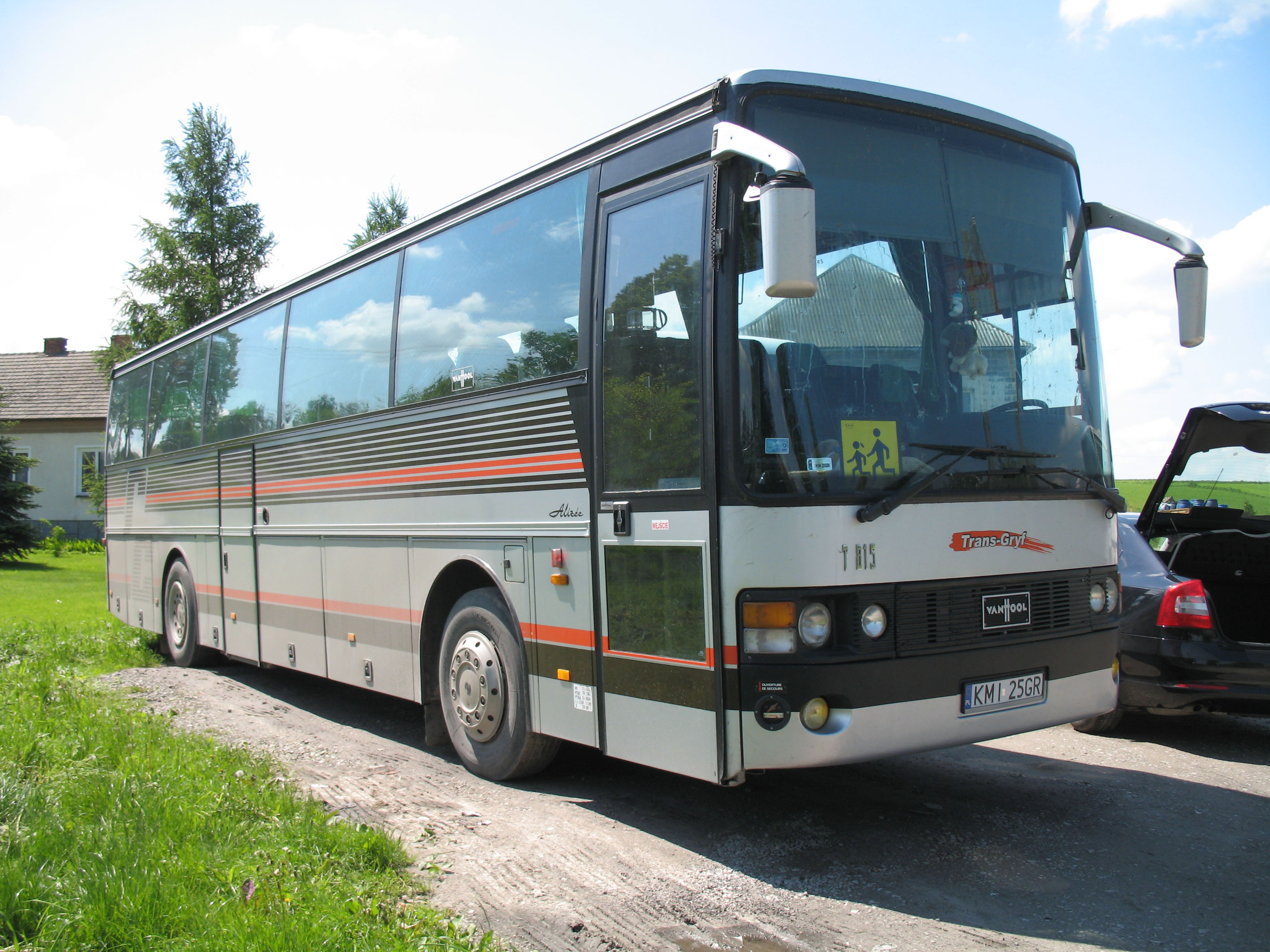
Van Hool T815 Alizée

- Van Hool T9 Alizée (на шасси Scania, Volvo, VDL)

## Старые модели Van Hool серии T8/T9
- T813/815/819CL
- T815TL
- T809/811/812/813/814/815 Alizée
- T815 Alicron / Alicron Royal
- T815/817/819 Acron / Acron Royal
- T816 Altano / Altano Royal
- T818 Astron
- T820 Amarant
- TG821CL
- TG821/822 Alligator
- TD824/827 Astromega
- TD924 Astromega
- Van Hool T8/T9 Alizée (Автобусы на шасси различных производителей: Scania, Volvo и т. п.).
- Van Hool T8/T9 Astral (Автобусы на трёхосном среднемоторном шасси Volvo B10M/B12M или трёхосном заднемоторном шасси Scania).
- Van Hool T8/T9 Astrobel (Двухэтажный автобус, аналогичный Astromega, на шасси Scania или Volvo).

## Автобусы на водородных топливных элементах
Van Hool совместно с компаниями ISE Corp (США) и UTC Power (США) разрабатывают и производят гибридные автобусы на водородных топливных элементах.
Автобусы испытываются в США, Бельгии, Италии. Заинтересованность в гибридных автобусах проявлял также муниципалитет Хайфы, Израиль, планировавший использовать 18-метровые гибридные автобусы серии AG300 для системы общественного транспорта «Метронит».
На автобусах установлены топливные элементы UTC Power мощностью 120 кВт, Электродвигатели Siemens AG, высокотемпературные аккумуляторы Sodium Nickel Chloride «Zebra». Максимальная скорость автобуса 105 км/ч. Дальность пробега на одной заправке 400—480 км.
Гибридная система разработана ISE Corporation.